# 徳島RAPAZ
徳島RAPAZ（とくしまラパス）は、徳島県に拠点を置くフットサルチーム。特定非営利活動法人（NPO法人）徳島RAPAZスポーツクラブが運営している。四国フットサルリーグ所属。将来的なFリーグ加盟を目標として、2015年にはFリーグ準会員に承認されたが、その後準会員を辞退。トップチームも解散した。

## 歴史
前身クラブのひとつであるENEMY HUNTは2008年から四国フットサルリーグで戦っており、ENEMY HUNT/FDに改名した2010年には四国フットサルリーグで優勝した。2011年には同じ徳島県のdisdardに優勝をさらわれて2位となった。
2008年に任意団体として徳島RAPAZフットサルが発足し、2012年2月に特定非営利活動法人（NPO法人）徳島RAPAZスポーツクラブが設立された。四国フットサルリーグのENEMY HUNT/FDと合併し、ENEMY HUNT/FDの地位を引き継ぐと、2012年度には四国フットサルリーグで優勝。同年にはテクニカルアドバイザーに加藤謙太郎（お笑い芸人）、田村雄三（元Jリーガー）、久光重貴（元フットサル日本代表）を迎えている。2013年度には四国リーグで3位となり、全日本フットサル選手権大会(PUMA CUP)徳島県大会で優勝した。2014年にはFリーグ加盟を目指して活動することを正式に表明し、2度FIFAフットサルワールドカップに出場した元フットサル日本代表の前田喜史を強化責任者に招聘した。
2015年3月には四国代表としてクラブ史上初めて全日本フットサル選手権大会(PUMA CUP)に出場。初戦では北信越代表のトロブラボ富山を5-2で破り、Fリーグのフウガドールすみだには1-6で大敗したものの、同じくFリーグのヴォスクオーレ仙台には1-2の惜敗であり、1勝2敗の勝ち点3でグループ3位となった。2015年5月には四国で初めてFリーグ準会員に承認されたが、わずか1年で準会員を返上、トップチームも解散した。現在は育成組織のみ活動。

## タイトル
ENEMY HUNT/FD（前身クラブのひとつ）
- 四国フットサルリーグ

2010年
徳島RAPAZ
- 四国フットサルリーグ

2012年
- 全日本フットサル選手権大会(PUMA CUP)徳島県大会

2013年

## 戦績
ENEMY HUNT/FD（前身クラブのひとつ）
| 年度 | 所属   | 順位 | 勝点 | 試合 | 勝 | 分 | 敗 | 得点 | 失点 | 差   | 備考                              |
| 2007 | 徳島県 |      |      |      |    |    |    |      |      |      | 四国リーグに昇格                  |
| 2008 | 四国   | 6位  | 16   | 14   | 5  | 1  | 8  | 58   | 80   | -22  |                                   |
| 2009 | 四国   | 5位  | 19   | 14   | 6  | 1  | 7  | 49   | 69   | -20  |                                   |
| 2010 | 四国   | 優勝 | 30   | 14   | 9  | 3  | 2  | 61   | 43   | ＋18 | ENEMY HUNTからENEMY HUNT/FDに改名 |
| 2011 | 四国   | 2位  | 28   | 14   | 9  | 1  | 4  | 55   | 54   | ＋1  |                                   |

徳島RAPAZ
| 年度 | 所属 | 順位 | 勝点 | 試合 | 勝 | 分 | 敗 | 得点 | 失点 | 差   | 備考                            |
| 2012 | 四国 | 優勝 | 39   | 14   | 13 | 0  | 1  | 73   | 31   | ＋42 | シーズン前にENEMY HUNT/FDと合併 |
| 2013 | 四国 | 3位  | 24   | 14   | 7  | 3  | 4  | 62   | 47   | ＋15 |                                 |
| 2014 | 四国 | 2位  | 30   | 14   | 10 | 0  | 4  | 68   | 39   | ＋29 |                                 |
| 2015 | 四国 |      |      |      |    |    |    |      |      |      |                                 |
| 2016 | 四国 |      |      |      |    |    |    |      |      |      |                                 |

## 歴代所属選手
- 大西孝治 2012-（元徳島ヴォルティス）